# Вајос Карајанис
Вајос Карајанис (грч. Βάιος Καραγιάννης; Кардица, 25. јун 1968) бивши је грчки фудбалер и тренутно фудбалски тренер.

## Каријера
Играо је на позицији одбрамбеног играча. Каријеру је започео у редовима А.О. Кардице 1986. године, да би од 1990. године прешао у атински АЕК. Играо је једанаест година за АЕК, са којим је освојио три првенства Грчке (1992, 1993, 1994) и четири пута грчки куп (1996, 1997, 2000, 2002).
Године 2002. играо је за нижелигаша Посејдон Неон Порон, а 2004. године прешао је у Анагениси из Кардице, где је потом окончао играчку каријеру.
За репрезентацију Грчке одиграо је 10 утакмицa. Био је у саставу грчке репрезентације на Светском првенству 1994. године, које је одржано у Сједињеним Државама.
Након завршетка играчке каријере, посветио се тренерском послу. Прво је радио у Анагениси Кардица од 2006. до 2008. У децембру 2008. преузео је место тренера А.О. Трикале, до марта 2009. Накратко се вратио у АО Кардицу, док је у периоду 2010-2011 поново био тренер у Анагенисију. У сезони 2014-2015 био је тренер Атромитоса Паламе.
Године 2010. учествовао је на локалним изборима као кандидат за одборника општине Паламас, у коалицији Константиноса Пацијалиса под именом „Уједињени покрет Паламаса“, изабран је у општинско веће са 760 гласова, док је у јануару 2013. постављен за заменика градоначелника.

## Трофеји
АЕК
- Првенство Грчке: 1992, 1993, 1994.
- Куп Грчке: 1996, 1997, 2000, 2002.
- Суперкуп Грчке: 1996.